# Sclerocactus uncinatus
Sclerocactus uncinatus är en kaktusväxtart som först beskrevs av Henri Guillaume Galeotti och Louis Ludwig Karl Georg Pfeiffer, och fick sitt nu gällande namn av Nigel Paul Taylor. Sclerocactus uncinatus ingår i släktet Sclerocactus och familjen kaktusväxter.

## Underarter
Arten delas in i följande underarter:
- S. u. crassihamatus
- S. u. uncinatus
- S. u. wrightii

## Bildgalleri

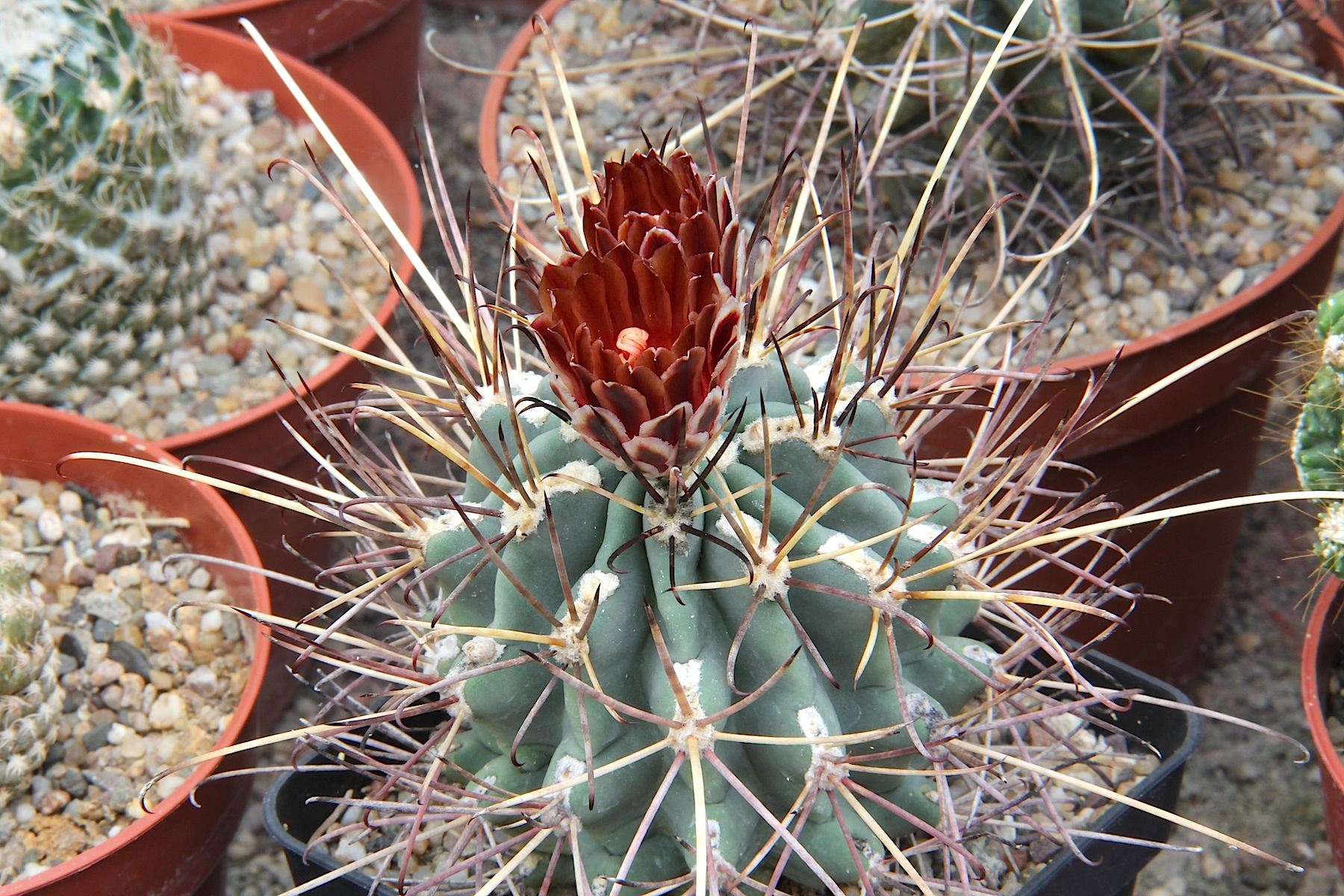
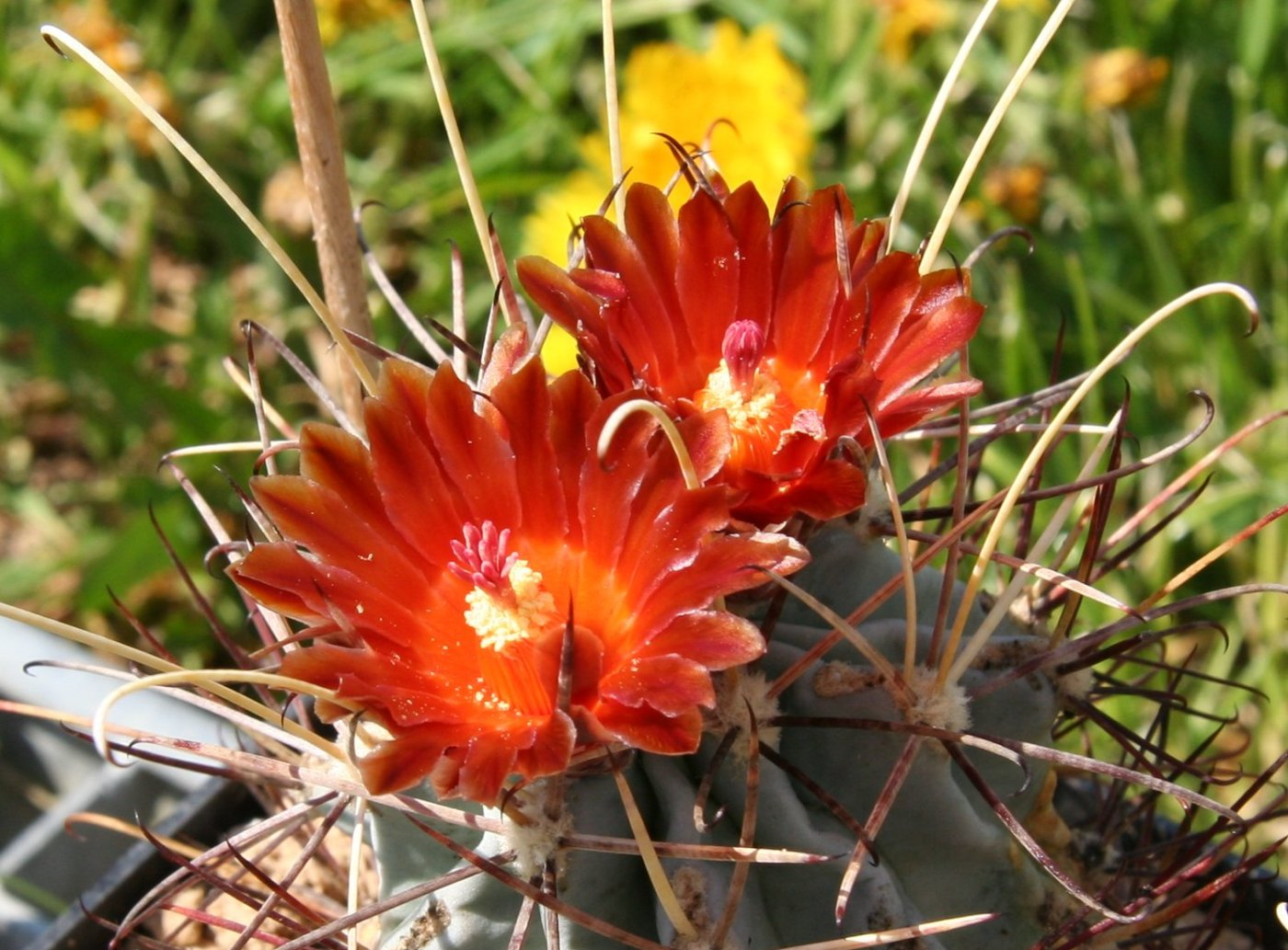
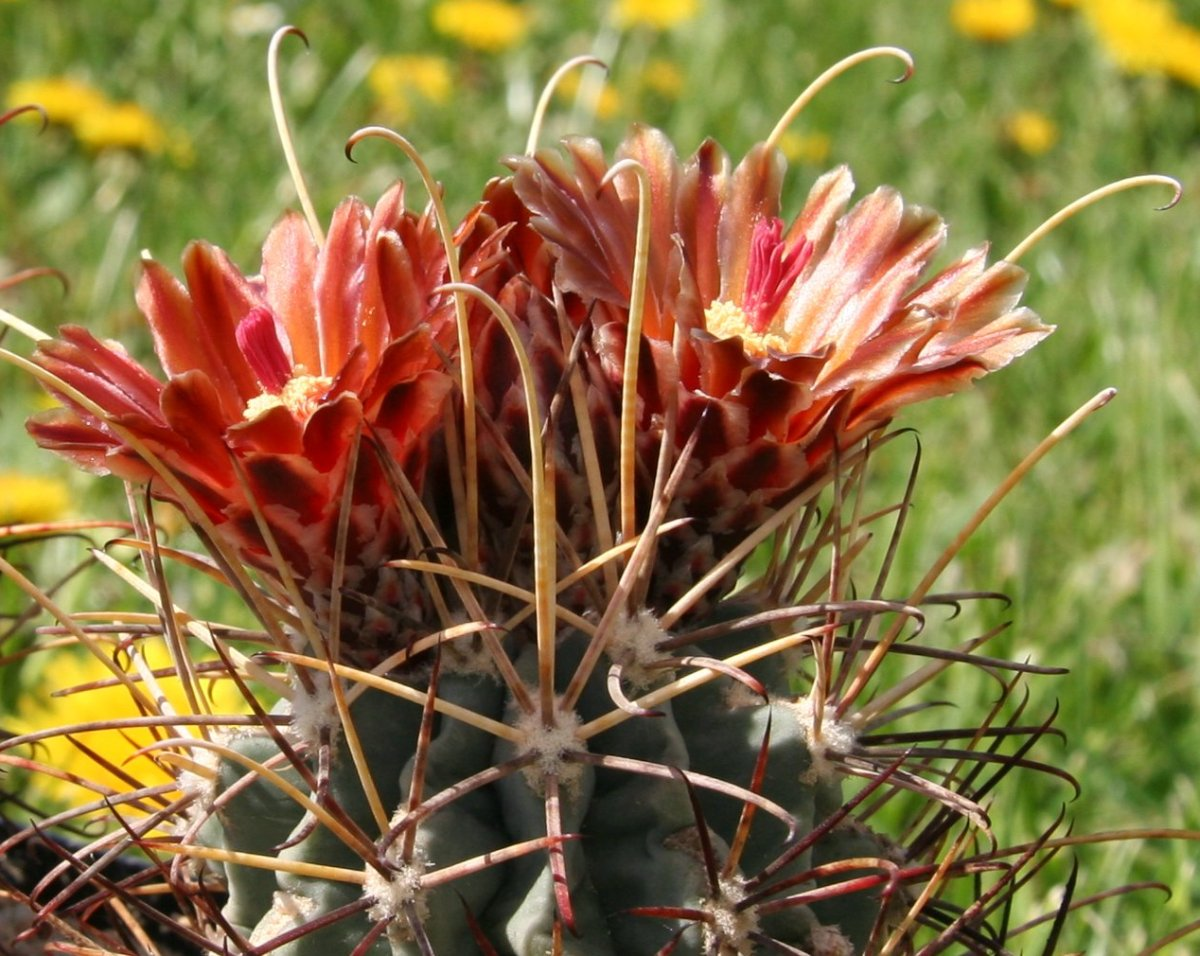
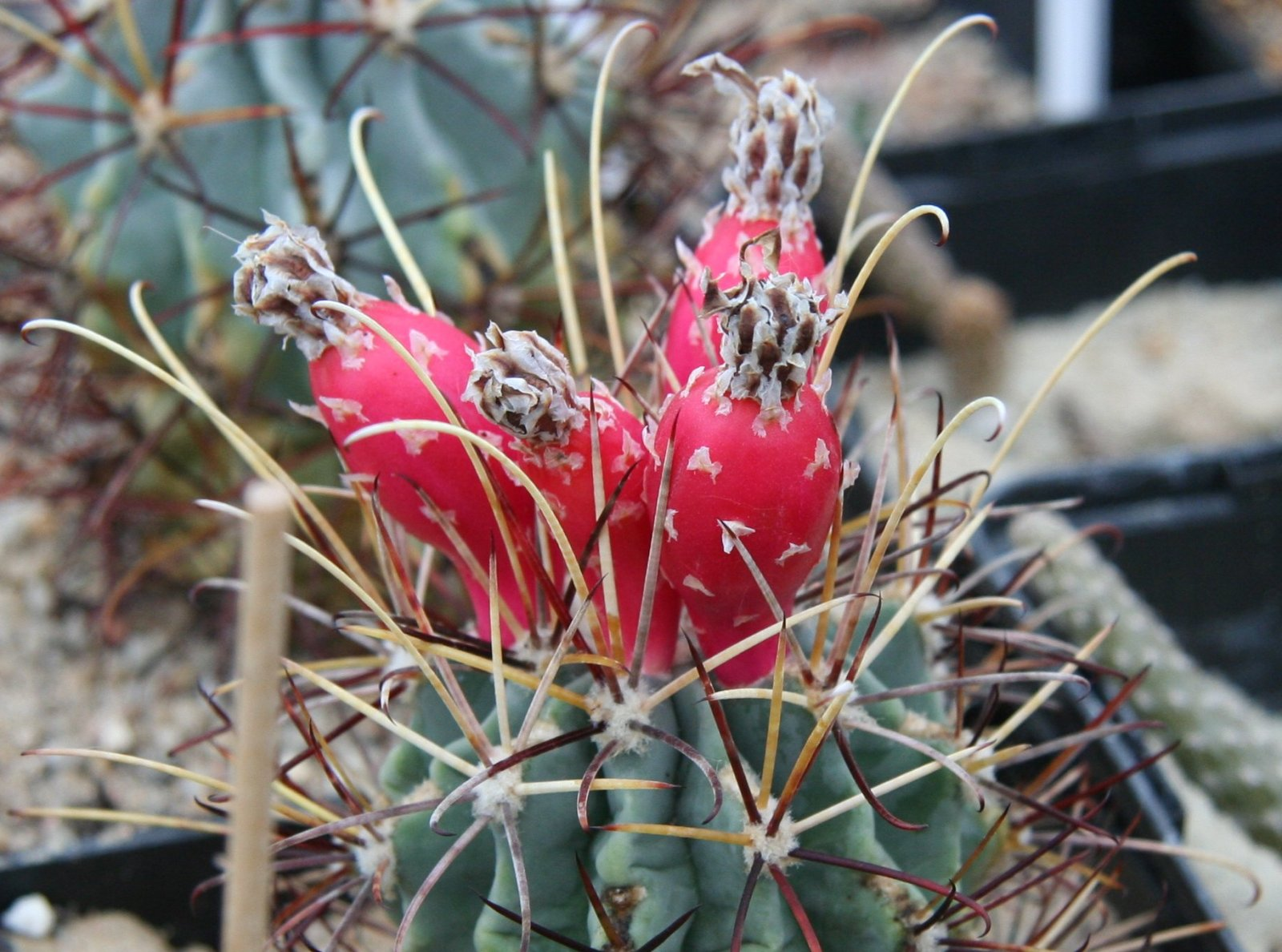
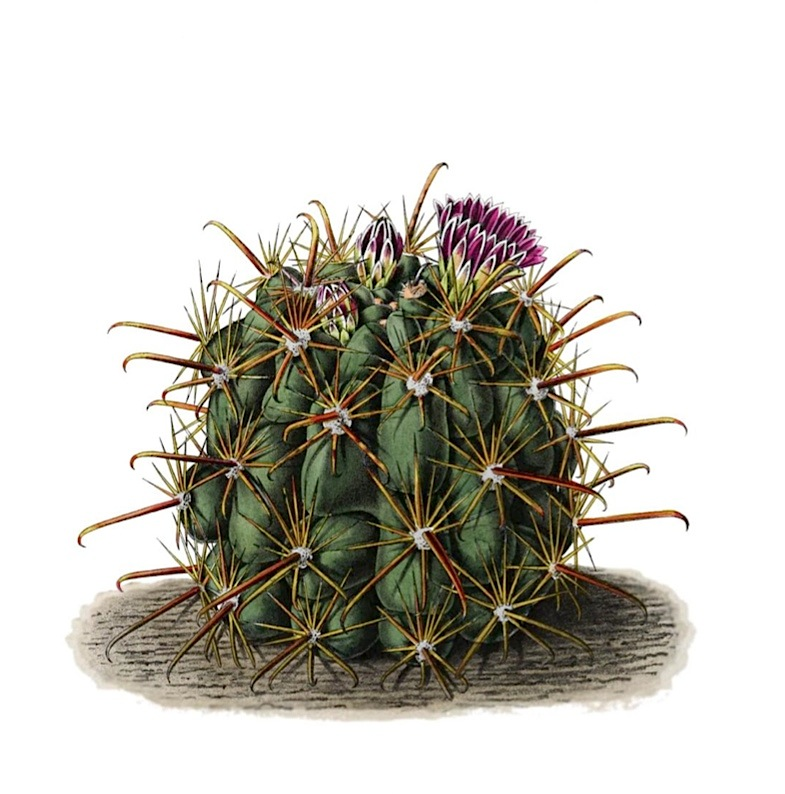
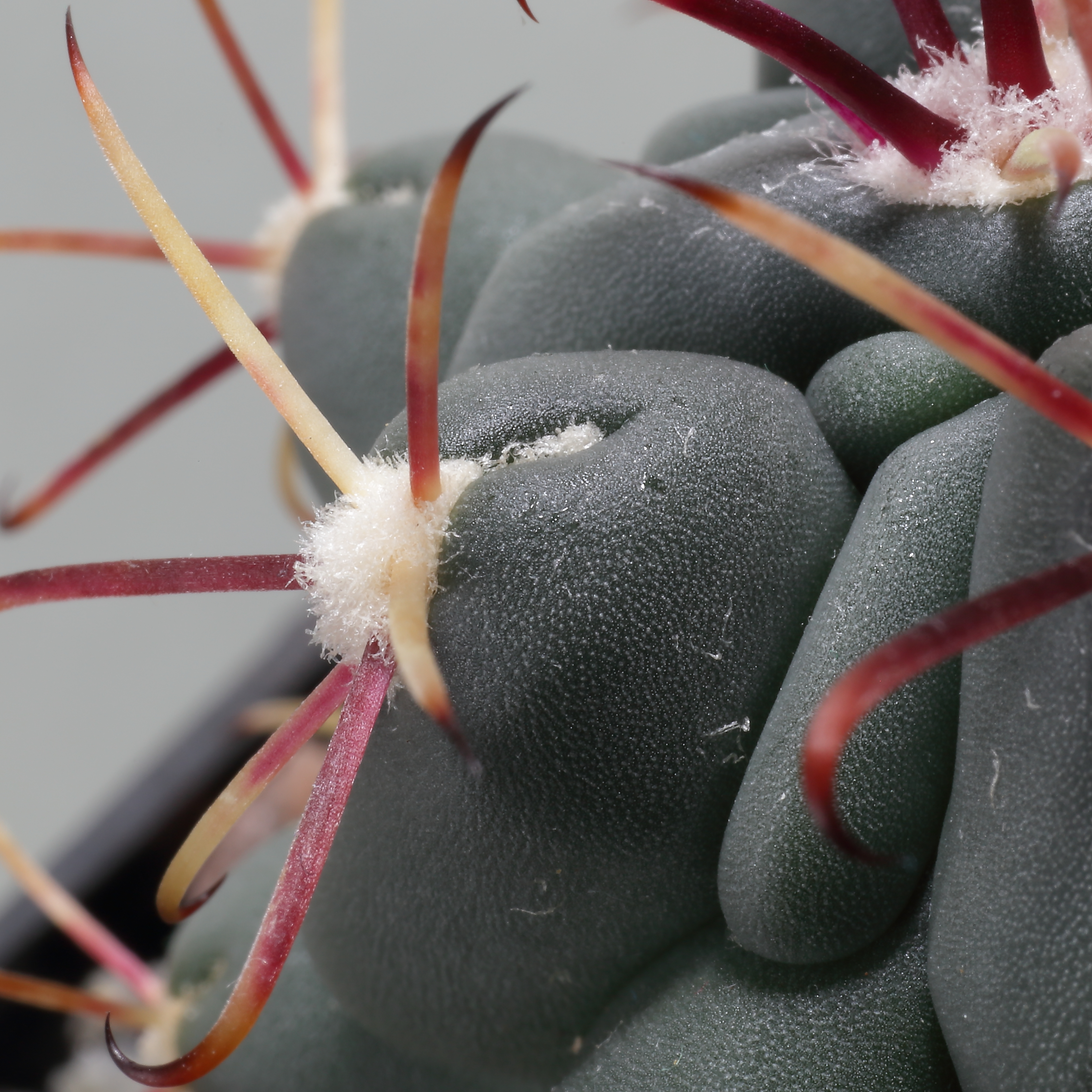